# Chamaecrista pygmaea
Chamaecrista pygmaea är en ärtväxtart som först beskrevs av Dc., och fick sitt nu gällande namn av Nathaniel Lord Britton. Chamaecrista pygmaea ingår i släktet Chamaecrista och familjen ärtväxter.

## Underarter
Arten delas in i följande underarter:
- C. p. pygmaea
- C. p. savannarum